# Artur Campagnoli
Artur Campagnoli ou Arturo Campagnoli foi um anarquista nascido na Itália, joalheiro de profissão, imigrou para o Brasil em 1888 e comprou uma fazenda considerada improdutiva no município paulista de Guararema onde fundou a Colônia Anarquista de Guararema. Um espaço de socialidade libertária e autonomismo onde as terras eram cultivadas coletivamente por brasileiros, espanhóis, franceses, russos e italianos, anarquistas vindos de toda a Europa. Esta iniciativa existiu até a década de 1930 sendo fechada e confiscada pelo governo Getúlio Vargas.
Também foi de Campagnoli a iniciativa de se comemorar pela primeira vez o 1º de maio no Brasil, no ano de 1894. Reunido com um grupo de companheiros de idéias, na rua Líbero Badaró, número 110, planejaram um série de demonstrações para o dia do trabalho. No entanto, a realização das manifestações foram frustradas pela repressão policial que prendeu Campagnoli e seus companheiros por "sugestão" (delação) do Cônsul italiano.